# Passerina (fåglar)
Passerina är ett amerikanskt fågelsläkte i familjen kardinaler inom ordningen tättingar.
Adulta hanar har kraftfullt färgade dräkter under häckningstiden medan dräkten hos honor och subadulta individer är dovare i brunt och grått. De ruggar två gånger per år och hanen är generellt mindre färggrann under vintern. De har kort stjärt, korta tunna ben och mindre näbbar är andra kardinaler. Vintertid äter det främst frön och sommartid mest insekter
Passerina är även namnet på en italiensk vindruva och det vetenskapliga namnet för ett släkte med tibastväxter.

## Arter
Trivialnamn efter 2020 års uppdatering av BirdLife Sveriges taxonomikommitté.
- Blåkardinal (Passerina caerulea)
- Lazulikardinal (Passerina amoena)
- Turkoskardinal (Passerina cyanea)
- Hallonbukig kardinal (Passerina rositae)
- Orangeblå kardinal (Passerina leclancherii)
- Purpurkardinal (Passerina versicolor)
- Påvekardinal (Passerina ciris)